# Hot 100 Recurrents
Hot 100 Recurrents (укр. Повторювані в гарячій сотні) — тижневий американський хіт-парад пісень, які занадто довго знаходилися в чарті Hot 100 і почали втрачати популярність, що публікувався в часописі «Білборд» починаючи з 1991 року.
Хіт-парад з піснями, що вже довгий час знаходились в основному пісенному чарті Billboard та почали втрачати популярність, виник через масштабні зміни, що було внесено в методологію підрахунку ста «найгарячіших» пісень в листопаді 1991 року. Перш за все, на зміну звітам із найпопулярнішими піснями, що представники радіостанцій надсилали в редакцію Billboard, прийшла електронна система моніторингу радіоефіру, тому найбільш програванні пісні визначались автоматично. Разом з цим, було вирішено вилучати з чарту Hot 100 пісні, які знаходились в ньому достатньо довго, посідаючи невисокі позиції. Схожа методика на той момент вже використовувалась в хіт-параді кантрі-пісень Hot Country Singles & Tracks.
30 листопада 1991 року в Billboard вперше з'явився чарт Hot 100 Recurrent Singles. «Повторюваними» вважались ті пісні, що провели в Hot 100 не менше 20 тижнів та опустились нижче 20 позиції. Всі ці композиції втрачали право потрапити в основний чарт Hot 100 знову у майбутньому. Першою піснею, що очолила хіт-парад Recurrent Singles, стала «(Everything I Do) I Do It for You» Браяна Адамса, яка до цього провела в Hot 100 22 тижні та опустилась на 75 місце. Разом з нею із введенням нового чарту з основного пісенного хіт-параду було вилучено «Love of a Lifetime» FireHouse (22 тижні, 39 місце Hot 100), «Motownphilly» Boyz II Men (24 тижні, 62 місце) та «Now That We Found Love» Heavy D. & The Boyz (22 тижні, 70 місце).
Після створення чарту критерії включення пісень декілька разів змінювались. Правило «20/20», згідно з яким «повторюваними» вважались пісні, що провели в Hot 100 не менше 20 тижнів і опустились нижче 20 позиції, в січні 1992 року змінили на «20/40», а у квітні 1992 року — на «20/50». 2015 року було додано ще одну додаткову умову: пісня вилучалась з Hot 100 та потрапляла до Hot 100 Recurrents, якщо вона перебувала в чарті понад 52 тижні та опустилась нижче 25 місця.